# Jabal Sauda
Jabal Sauda ou Monte Sauda (em árabe: جبل السودة; romaniz.: Jabal al-Sauda) é um monte na província de 'Asir, na Arábia Saudita, cuja altitude não se encontra confirmada mas será cerca de 3 000 metros. A maioria das autoridades sauditas afirma que o pico tem 3 133 metros de latitude e que é o ponto mais alto da Arábia Saudita, mas dados altimétricos de outras fontes como os da missão SRTM indicam uma altitude de 2 985 metros, com elevações mais altas em outras partes do país.
O povoado de Al Sauda é localizado nas proximidades do pico. A cidade é um centro turístico e tem um teleférico que vai até o topo da montanha.